# Helmut Schnorr
Helmut Schnorr (* 19. Juli 1929 in Großrechtenbach in Mittelhessen; † 14. November 1975) war ein deutscher Politiker (FDP).

## Leben
Schnorr war als Industriekaufmann bei der Firma Buderus in Wetzlar beschäftigt.

## Politik
Schnorr war von 1965 bis 1974 Vorsitzender des FDP-Kreisverbandes Wetzlar, von 1967 bis 1975 Mitglied des Landesvorstandes, stellvertretender Landesvorsitzender der FDP Hessen und von 1972 bis 1975 Mitglied des FDP-Bundesvorstands. Er war von 1960 bis 1974 Mitglied des Kreistags Wetzlar. Von 1970 bis zu seinem Tod 1975 war er Staatssekretär im hessischen Wirtschaftsministerium unter Heinz Herbert Karry. Schnorr starb während einer Dienstreise nach Südamerika an Herzversagen.

## Sonstiges
Schnorr war von 1969 bis 1972 Vorsitzender der Gesellschaft der Freunde und Förderer der Friedrich-Naumann-Stiftung. Von 1969 bis 1974 war er Mitglied im Beirat der Friedrich-Naumann-Stiftung. Er gehörte zeitweilig dem Kuratorium der Wolf-Erich-Kellner-Gedächtnisstiftung an. Schnorr gab 1971/72 Argumente. Liberale Zeitung für Gießen und Wetzlar heraus, die alle vier bis sechs Wochen erschien.